# Статус-кво
Ста́тус-кво (лат. status quo ante bellum — «положение, бывшее до войны», сокращение — status quo) — «возврат к исходному состоянию». Это правовое положение, обозначение которого широко применяется в юриспруденции.
В международном праве «статус-кво» подразумевает под собой какое-либо существующее или существовавшее на определённый момент фактическое или правовое положение, о восстановлении или сохранении которого идёт речь.
Также термин «статус-кво» часто используется в дебатных играх. Статус-кво — один из основных элементов дебатного кейса. Часто используется в американском парламентском формате. В дебатах статус-кво означает положение, в котором находится общество, страна и т. п. по заданной резолюции. Статистические данные обычно приводятся в статус-кво.

## Использование в политике
Оригинальная фраза in statu quo res erant ante bellum пришла в современный обиход из дипломатической латыни XIV века. В международной правовой практике этот термин употреблялся для обозначения положения, существовавшего перед началом войны. Впоследствии фраза получила более короткий эквивалент — «государство, в котором (что-то было) до войны» (указывая на вывод войск противника и восстановление власти довоенного лидера).
Нередко встречается так называемая «политика умышленной неопределённости», когда проще сослаться на статус-кво, а не придать официальный статус. Одним из примеров является неопределённость политического статуса Тайваня.
Кларк Керр, как сообщается, сказал: «Статус-кво является единственным решением, на которое не может быть наложено вето», — что означает, что статус-кво не может быть отменён простым решением; чтобы его отменить, надо предпринять определённые действия.
Статус-кво может также относиться к тому, что люди находят взаимно нежелательным, но исход при любых изменениях в нём может быть слишком рискованным; в то же время они признают, что в конечном итоге может произойти изменение, влекущее за собой возможность достичь лучшего решения. «Статус-кво» также может означать — «посмотреть, что будет дальше».

## Использование в других областях
В экономической психологии смещение статус-кво — это тенденция противостоять изменениям, объясняя это тем фактом, что риски более значимы, чем возможная выгода от перемен.
В области прикладной этики, чтобы попытаться избежать этой предвзятости, философ Ник Бостром предложил метод инверсии, заключающийся в том, чтобы предлагать противоположный желаемому вариант; в случае отказа первоначально задуманное предложение автоматически становится желательным.